# Taxithelium voeltzkowii
Taxithelium voeltzkowii är en bladmossart som beskrevs av Brotherus in Voeltzkow 1908. Taxithelium voeltzkowii ingår i släktet Taxithelium och familjen Sematophyllaceae. Inga underarter finns listade i Catalogue of Life.